# Marion Jude
Marion Jude est une joueuse française de blackball, devenue pour la première fois championne du monde de sa discipline lors du tournoi organisé par la World Pool-Billiard Association à Albi en 2022. Elle est, après Sabrilla Brunet, la deuxième française à remporter ce titre.

## Biographie

### Vie personnelle
Née en 2001, Marion Jude a passé une partie de sa scolarité au sein de la cité scolaire Léonard-Limosin, avant de rentrer en classe préparatoire au lycée Gay-Lussac de Limoges puis d'intégrer la Toulouse Business School,.

### Parcours sportif
Elle découvre le billard en 2011, et intègre le billard club Legrand de Limoges, dont son père et son frère sont déjà membres. Après deux titres de vice-championne de France Junior U18 obtenus en 2017 et 2018, elle connait ses premiers succès en remportant deux années de suite les championnats d'Europe au sein de l'équipe de France des moins de dix-huit ans.
En novembre 2021, elle termine à la seconde place du premier tournoi mixte organisé après l'épidémie de Covid-19, et obtient la première place au sein de la compétition féminine.
Le 14 octobre 2022, elle devient à 21 ans la plus jeune championne du monde de l'histoire du blackball en battant à Albi la joueuse anglaise Deb Burchell,,. L'année suivante, elle décroche un nouveau titre mondial à Agadir contre Harriet Haynes,. Elle décroche également la même année, lors du tournoi organisé à Montaigu-Vendée, son premier titre de championne de France,.

## Titres

### Individuel
| Saison | Nom du tournoi                               | Lieu            | Finaliste       | Score |
| 2023   | Championne du monde individuel Femme (WEPF), | Agadir          | Harriet Haynes  | 8-6   |
| 2023   | Championne de France Femme,                  | Montaigu-Vendée | Sabrilla Brunet | 4-1   |
| 2022   | Championne du monde individuel Femme (WPA)   | Albi            | Deb Burchell    | 6-2   |

### En double
| Saison | Nom du tournoi                           | Lieu        | Avec          | Finaliste               | Score |
| 2019   | Championne d'Europe en double Junior U18 | Bridlington | Alexis Klinka | Kian Monaghan Kyle Cope | 3-2   |

### En équipe
| Saison | Nom du tournoi                               | Lieu        | Finaliste           | Score |
| 2024   | Championne d'Europe par équipe Femme,        | Killarney   | Équipe d'Angleterre | 8-6   |
| 2023   | Championne du monde par équipe Femme (WEPF), | Agadir      | Équipe d'Angleterre | 8-5   |
| 2022   | Championne du monde par équipe Femme (WPA),  | Albi        | Équipe d'Angleterre | 13-11 |
| 2019   | Championne d'Europe par équipe Junior U18    | Bridlington | Équipe d'Angleterre | 13-10 |
| 2018   | Championne d'Europe par équipe Junior U18,   | Bridlington | Équipe d'Angleterre | ?-?   |